# Liste des conseillers généraux de la Guadeloupe
Cet article dresse la liste des conseillers départementaux de la Guadeloupe jusqu'en 2015. À partir de 2015, voir la liste des conseillers départementaux de la Guadeloupe.

## Composition

### 2015-2021
| Président du Conseil départemental             |       |       |      |                          |
| Josette Borel-Lincertin (FGPS)                 |       |       |      |                          |
| Parti                                          | Sigle | Sigle | Élus | Groupes                  |
| Majorité (26 sièges)                           |       |       |      |                          |
| Fédération guadeloupéenne du Parti socialiste  |       | FGPS  | 15   | Socialiste et apparentés |
| Parti progressiste démocratique guadeloupéen   |       | PPDG  | 5    | Socialiste et apparentés |
| Divers gauche                                  |       | DVG   | 4    | Socialiste et apparentés |
| Force de rassemblement abymien pour le progrès |       | FRAPP | 2    | Socialiste et apparentés |
| Opposition (16 sièges)                         |       |       |      |                          |
| Guadeloupe unie, solidaire et responsable      |       | GUSR  | 12   | Guadeloupe unie          |
| Les Républicains                               |       | LR    | 2    | Union de la droite       |
| Divers droite                                  |       | DVD   | 2    | Union de la droite       |

### 2011-2015
| Parti                                               | Nombre d'élus | Conseillers |
| --------------------------------------------------- | ------------- | --- |
| Elus de Gauche                                      |               | |
| Fédération Guadeloupéenne du Parti Socialiste       | 14            | Paul Naprix, Fabert Michély, Louis Galantine, Marylhène Félicité, René Noël, Georges Hermin, Ferdy Louisy, Félix Desplan, Hilaire Brudey, Élie Califer, Louis-Daniel Justine, Max Mathiasin, Jacques Anselme, Jules Otto. |
| Guadeloupe unie, socialisme et réalités             | 7             | Dominique Théophile, Marlène Miaraculeux-Bourgeois, Jacques Gillot, Amélius Hernandez, Jean Bardail, Guy Losbar, Georges Brédent.                                                                                         |
| Divers gauche                                       | 7             | Chantal Lérus, Ary Chalus, Jean Girard, Aurélien Abaille, Jacques Cornano, Gabrielle Louis-Carabin, Justine Bénin. |
| Parti progressiste démocratique guadeloupéen        | 2             | Jacques Bangou, Marcel Sigiscar. |
| Parti communiste guadeloupéen                       | 2             | Florent Mitel, Jacques Kancel. |
| Parti socialiste guadeloupéen                       | 1             | José Toribio. |
| Union populaire pour la libération de la Guadeloupe | 1             | Jean-Marie Hubert. |
| Opposition de Droite                                |               | |
| Divers droite                                       | 3             | Henriette Solignac, Guy Georges, Eddy Claude-Maurice. |
| Union pour un mouvement populaire                   | 3             | Joël Beaugendre, Luc Adémar, Laurent Bernier. |
| Président du conseil général                        |               | |
| Jacques Gillot (GUSR)                               |               | |

### 2008-2011
| Parti                                               | Sigle | Élus |
| --------------------------------------------------- | ----- | ---- |
| Majorité                                            |       |      |
| Union populaire pour la libération de la Guadeloupe | UPLG  | 1    |
| Parti communiste guadeloupéen                       | PCG   | 2    |
| Parti socialiste guadeloupéen                       | PSG   | 1    |
| Parti progressiste démocratique guadeloupéen        | PPDG  | 3    |
| Fédération guadeloupéenne du parti socialiste       | FGPS  | 13   |
| Guadeloupe unie, socialisme et réalités             | GUSR  | 4    |
| Divers gauche                                       | DVG   | 9    |
| Opposition                                          |       |      |
| Divers droite                                       | DVD   | 3    |
| Union pour un mouvement populaire                   | UMP   | 3    |
| Président du Conseil Général                        |       |      |
| Jacques Gillot (GUSR)                               |       |      |

Liste des conseillers généraux  du département de la Guadeloupe au 16 mars 2008 :
| Canton                           | Conseiller général           |
| Arrondissement de Basse-Terre    |                              |
| Baie-Mahault                     | Ary Chalus                   |
| Basse-Terre-1                    | Henriette Solignac           |
| Basse-Terre-2                    | Guy Georges                  |
| Bouillante                       | Marylhène Félicité           |
| Capesterre-Belle-Eau-1           | Alain Lacavé                 |
| Capesterre-Belle-Eau-2           | Eddy Claude-Maurice          |
| Gourbeyre                        | Luc Adémar                   |
| Goyave                           | Ferdy Louisy                 |
| Lamentin                         | José Toribio                 |
| Petit-Bourg                      | Guy Losbar                   |
| Pointe-Noire                     | Félix Desplan                |
| Saint-Claude                     | Élie Califer                 |
| Sainte-Rose-1                    | Louis-Daniel Justine         |
| Sainte-Rose-2                    | Max Mathiasin                |
| Les Saintes                      | Hilaire Brudey               |
| Trois-Rivières                   | Jacques Anselme              |
| Vieux-Habitants                  | Jules Otto                   |
| Arrondissement de Pointe-à-Pitre |                              |
| Les Abymes-1                     | Éric Jalton                  |
| Les Abymes-2                     | Paul Naprix                  |
| Les Abymes-3                     | Fabert Michély               |
| Les Abymes-4                     | Louis Galantine              |
| Les Abymes-5                     | Dominique Théophile          |
| Anse-Bertrand                    | Jean-Marie Hubert            |
| Capesterre-de-Marie-Galante      | Marlène Miraculeux-Bourgeois |
| La Désirade                      | René Noël                    |
| Le Gosier-1                      | Jacques Gillot               |
| Le Gosier-2                      | Amélius Hernandez            |
| Grand-Bourg                      | Jean Girard                  |
| Morne-à-l'Eau-1                  | Georges Hermin               |
| Morne-à-l'Eau-2                  | Jean Bardail                 |
| Le Moule-1                       | Germaine Guizonne-Lacréole   |
| Le Moule-2                       | Christian Couchy             |
| Petit-Canal                      | Florent Mitel                |
| Pointe-à-Pitre-1                 | Jacques Bangou               |
| Pointe-à-Pitre-2                 | Georges Brédent              |
| Pointe-à-Pitre-3                 | Marcel Sigiscar              |
| Saint-François                   | Laurent Bernier              |
| Sainte-Anne-1                    | Jacques Kancel               |
| Sainte-Anne-2                    | Aurélien Abaille             |
| Saint-Louis                      | Huguette Nébot               |

Depuis le 22 février 2007, il n'y a plus de conseiller généraux représentant l'arrondissement de Saint-Martin-Saint-Barthélemy, ces deux îles formant alors deux collectivités d'outre-mer distinctes.